# أملج أنغولي
أملج أنغولي (الاسم العلمي:Phyllanthus angolensis) هو نوع من النباتات يتبع جنس الأملج من الفصيلة الأملجية.